# クロティルド・クロー
クロティルド・ディ・サヴォイア（Clotilde Marie Pascale di Savoia, 1969年4月3日 - ）は、クロティルド・クロー（Clotilde Courau）の名で知られるフランス出身の女優。旧イタリア王族・サヴォイア家エマヌエーレ・フィリベルトの妻。正配称号ヴェネツィア＝ピエモンテ公妃（Princess of Venice）。

## 略歴
フランスのオー＝ド＝セーヌ県生まれ。1990年に映画デビュー。
これまで「ヨーロッパ映画賞 女優賞」(1991年)、フランス「シュザンヌ・ビアンケッティ賞」(1995年)、ベルリン国際映画祭「シューティング・スター賞」(1998年)、フランス「ロミー・シュナイダー賞」(2000年) などを受賞している。
2003年9月25日、旧イタリア王族・サヴォイア家の長男、エマヌエーレ・フィリベルト・ディ・サヴォイアと結婚。ヴィットーリア（2003年- 、イタリア王位請求者、カリニャーノ女公＝イブレア女侯）と、ルイーザ（2006年- 、キエーリ女公＝サレーミ女伯）の2女を儲けた。
結婚後も女優業は継続し、映画・TVドラマ双方に出演している。

## 出演作品

### 映画
- ピストルと少年 Le Petit Criminel (1990)
- 心の地図 Map of the human heart (1992)
- フライング・ピクルス The Pickle (1993)
- エリザ Elisa (1995)
- ひとりぼっちの狩人たち L'Appât (1995)
- パトリス・ルコントの大喝采 Les Grands Ducs (1996)
- フレッド Fred (1997)
- Marthe (1997)
- Le Poulpe (1997)
- Deterrence (2000)
- En face (2000)
- La Parenthèse enchantée (2000)
- 赤ずきんの森 Promenons-nous dans les bois (2000)
- EXIT イグジット Exit (2000)
- La Parenthèse enchantée (2000)
- Le Nouveau Jean-Claude (2002)
- キスはご自由に Summer Things (2002)
- ザ・コード Mon idole (2002)
- エディット・ピアフ〜愛の讃歌〜 La Vie En Rose (2007)[3]
- モダン・ラブ Modern Love (2007)
- トゥ・レ・ソレイユ Tous les soleils (2011)
- 真夜中のパリでヒャッハー! Babysitting (2014)
- パリ、恋人たちの影 In the Shadow of Women (2015)[4]
- エヴァ & レオン Eva & Leon (2015)
- ヘヴン・ウィル・ウェイト Heaven Will Wait (2016)
- La Fête des mères (2018)
- An Easy Girl (2019)
- Benedetta (2019)
- オートクチュール Haute Couture (2021)
- ベネデッタ Benedetta (2021)

ほか多数

### TVドラマ
- Civilisations (1988)
- ピストルと少年 The Little Gangster (1995)
- Une leçon particulière (1997)
- Bob le magnifique (1998)
- 麗しき日々 Les beaux jours (2003)
- Nuit noire, 17 octobre 1961 (2005)
- 椿姫 The Lady of the Camellias (2005)
- Mafalda di Savoia (2006)
- Chez Maupassant (2008)
- Words of Love (2009)
- La Source (2013)
- Le Viol (2017)
- Peur sur le lac (2019)

ほか多数